# Legio II Italica
La Legio II Italica pia fidelis (litt : la Deuxième Légion d'Italie, loyale et fidèle)  fut une légion de l’armée romaine créée vers 165 sous Marc Aurèle en même temps que la légion III Italica pour renforcer les légions du Danube pendant les guerres contre les Marcomans. Elle fut stationnée jusqu’en 170 en Dalmatie après quoi elle fut transférée dans le Norique jusqu’à sa dissolution vers le milieu du Ve siècle.
Sous la direction de Publius Helvius Pertinax, le futur empereur, elle fut chargée avec la Legio I Adiutrix et la III Italica de protéger les provinces de Rhétie et du Norique contre les Marcomans. Pendant dix ans elle fut stationnée en différents endroits sur le Danube jusqu’à ce qu’elle s’établisse à Lauriacum vers 180. 
Après la mort de Pertinax, la légion se rangea aux côtés de Septime Sévère qu’elle accompagna dans sa marche sur Rome, puis dans ses campagnes contre les usurpateurs Pescennius Niger et Clodius Albinus. 
Au IIIe siècle, elle prit part aux guerres de Maximien en Dacie et à au moins une campagne contre les Wisigoths.  Elle se rangea du côté de l’empereur Gallien dans sa lutte contre son rival Postume
Dioclétien créa une nouvelle légion, la I Noricorum pour aider la Legio II Italica dont, une génération plus tard, un détachement fut transféré à Cologne-Deutz, détachement qui devint la Legio II Italica Divitensium, laquelle joua un rôle important aux côtés de Constantin dans la bataille du pont Milvius.
L’emblème de la légion était la louve du Capitole, qui selon la légende aurait allaité les jumeaux Romulus et Remus, rappelant ainsi que la légion avait été créée conjointement par l’empereur Marc Aurèle et par son frère Lucius Verus qui menait alors la guerre contre l’empire parthe. On retrouve cet emblème sur des pièces de monnaie frappées sous Septime Sévère et Gallien pour reconnaitre la loyauté de la legio II Italica (voir illustration ci-après).

## Sous les derniersAntonins

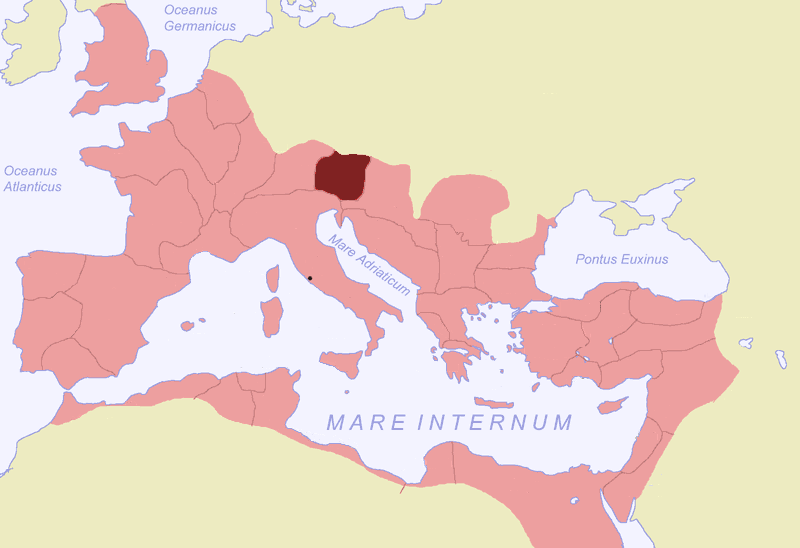
Le Norique dans l’Empire romain en 116.

Jusqu’à la création de la légion, le Norique (Noricum) était une provincia inermis, c’est-à-dire sans protection militaire et était gouvernée par des procurateurs impériaux de rang équestre (procurator Augusti provinciae Noricae). Le commandant de la légion ou legatus legionis, de rang sénatorial, était le gouverneur de la province avec un mandat habituel de deux ans. Le premier titulaire connu de ce poste fut Gaius Memmius Fidus Julius Albius en 190/191. Il disposait pour l’administration et la logistique d’un impressionnant état-major et résidait au camp militaire de Lauriacum (Enns; district de Linz-Land en Haute-Autriche.) et d’Ovilavis (Wels; Haute-Autriche). 
Les troupes constituant l’armée du Danube ayant dû, en bonne part, être déplacées pour participer à la guerre contre les Parthes de 161 à 166, l’empereur Marc Aurèle ordonna la levée de deux nouvelles légions dans l’Italie du Nord et lui donna pour mission de protéger la Haute Italie, la Dalmatie et la région des Alpes orientales envahies régulièrement par les Marcomans, les Quades et les Iazyges qui envahissaient régulièrement les provinces danubiennes de Rhétie, de Pannonie, de Mésie, de Dacie et du Norique, provinces déjà  durement éprouvées par la « peste antonine ». Le surnom de la nouvelle légion II fait croire que les recrues venaient principalement de  la Haute Italie ,. 

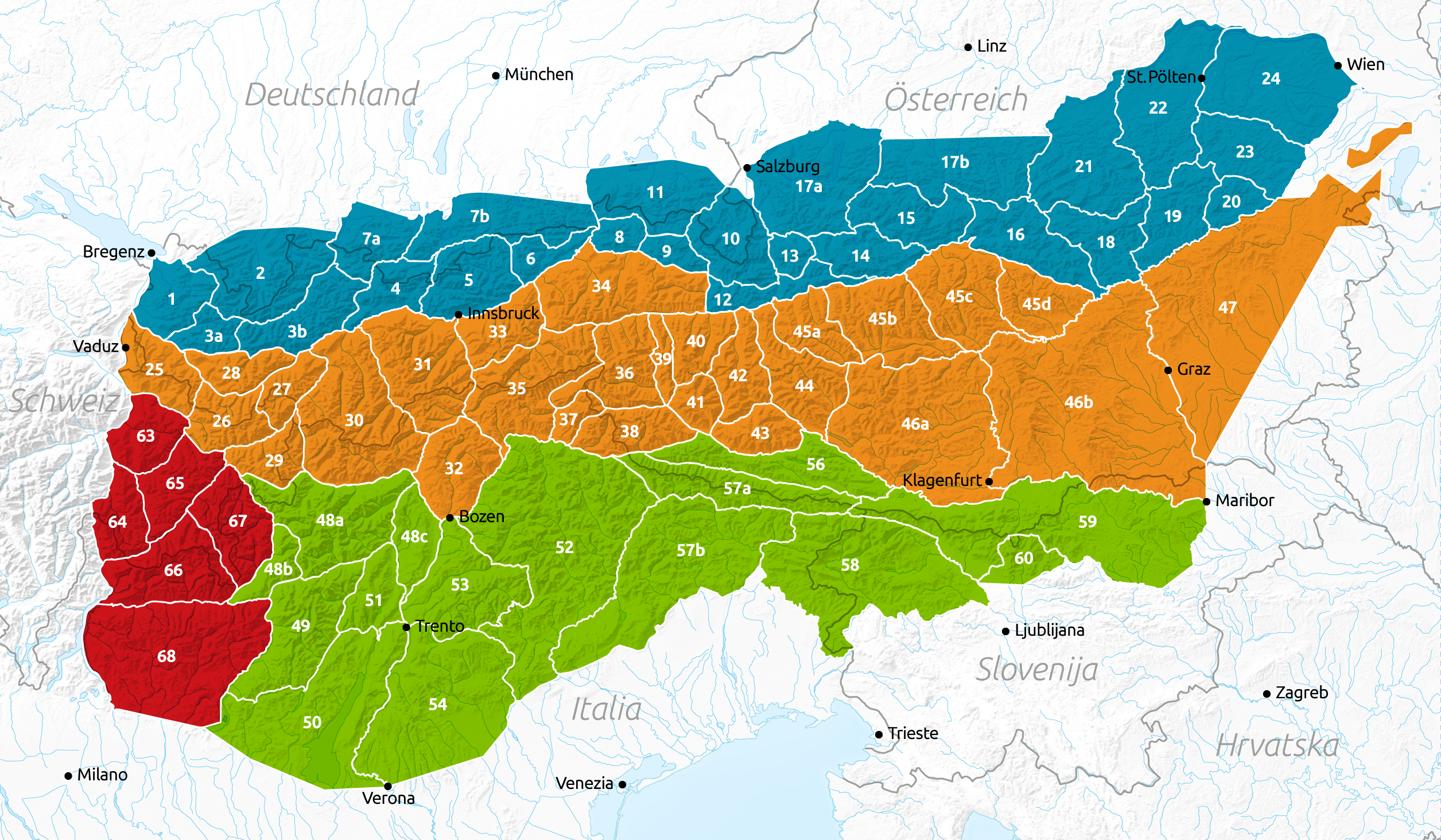
Le massif des Alpes Orientales que devait protéger la Legio II Italica.

La création (dilectus) des deux nouvelles légions fut confiée à Marcus Claudius Fronto, Gnaeus Iulius Verus et Tiberius Claudius Proculus Conelianus. Fronto ayant été consul fin-165, début 166, on doit conclure que le recrutement débuta à la fin de l’automne 165. Les deux empereurs, Marc Aurèle et son frère d’adoption Lucius Verus ayant leur quartier général près d’Aquilée (province d'Udine, nord-est de l’Italie moderne), il est vraisemblable que l’entrainement des nouvelles recrues en provenance surtout d’Italie et du Norique se fit à cet endroit sous la supervision personnelle des deux Augustes.
En raison de l’épidémie qui commençait à se propager, la légion ne put compléter immédiatement ses effectifs et dut, pendant un certain temps, jouer le rôle de commando spécial dans l’arrière-pays, protégeant les contreforts des Alpes, le Norique, la Pannonie et, surtout, l’Italie contre les attaques des tribus du nord. N’ayant pas encore de quartier général fixe, les unités étaient réparties en différents endroits. La présence de légionnaires de la II Italica est attestée à Poetovio, Pula et d’autres lieux, quoique la date exacte de leur séjour ne puisse être déterminée .
La légion fut d’abord commandée par Quintus Antistius Adventus qui reçut en 168 le titre de leg(atus) Aug(ustus) ad praetenturum Italiae et Alpium. Après la mort subite de son coempereur Lucius Verrus en 169, Marc Aurèle dut retourner à Rome, non sans avoir toutefois pris les dispositions nécessaires pour l’offensive, planifiée depuis longtemps, contre les tribus trans-danubiennes. À cette fin, la légion fut relocalisée quelque peu plus au nord où elle construisit son premier camp connu à Locica (aujourd’hui Ločica en Slovénie). Dès avant 170, elle s’était méritée le surnom (cognomen) de pia (loyale). Celui-ci fut progressivement remplacé à partir de 191 par celui d’ Italica. En 170, un détachement de cette légion en compagnie d’autres détachements de la Legio III Italica, participa à la construction d’un mur de 60 m des fortifications de la ville portuaire de Salona en Dalmatie (aujourd’hui Solin en Croatie) comme en témoigne l’inscription suivante :
Vexillationes leg(ionum) II piae et III concordiae ped(es) (ducentos) sub cura P. Aelii Amyntioni (centurionis) frumentari leg(ionis) II Trajan(ae).
[Litt : (Les) détachements de la légion II Pia et III Concors (ont construit) 200 pieds (de ce mur) sous la supervision de Publius Aelius Amyntionus, centurion préposé au ravitaillement de la légion II Traiana fortis.]

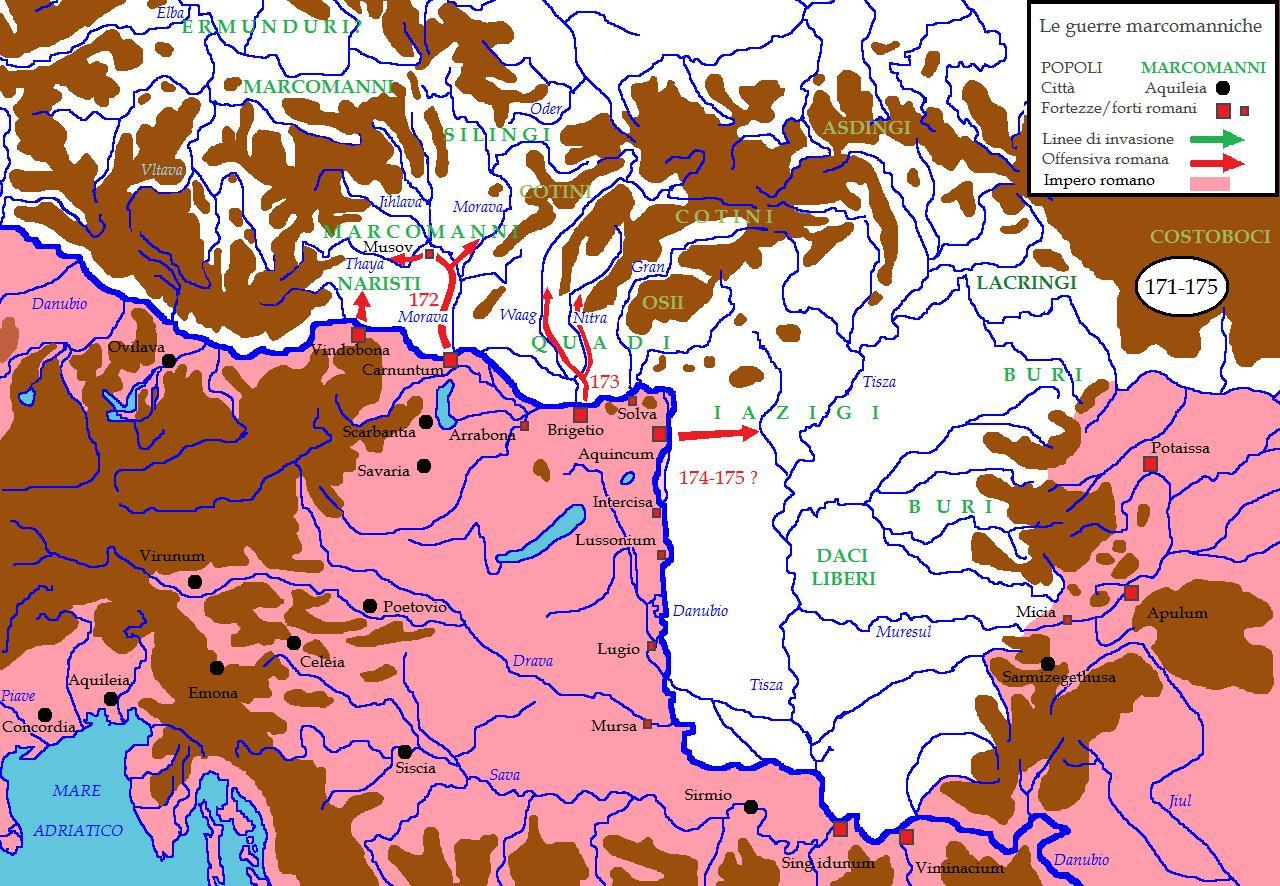
Guerres marcomanes 171-175.

L’année suivante, des tribus marcomanes et quades franchirent le Danube et  poussèrent à travers les Alpes juliennes jusqu’en Haute Italie où elles détruisirent Opitergium (Oderzo) et vinrent assiéger Aquileia. Plus à l’est, Iazyges, Roxolans et Sarmates conjuguèrent leurs forces et traversèrent également la frontière, certains d’entre eux poussant jusqu’au cœur de la Grèce. Pour empêcher leur progression, la légion fut déplacée en 172 jusqu’aux contreforts des Alpes orientales. Marc Aurèle prit lui-même le commandement des opérations et établit son quartier général à Carnuntum . Sous le commandement de Claudius Pompeianus et de Helvius Pertinax, la légion prit part aux guerres marcomanes; au prix de grands efforts la légion réussit à les repousser au-delà du Danube et progressa jusque-là où ils étaient établis en 193.  C’est au cours de ces combats que se produisit le phénomène de la « pluie miraculeuse » , qui permit de libérer la Legio I Adiutrix assiégée par les Quades . Une légion de Pannonie ayant pris part au combat, on peut en déduire que c'était la première fois que la Legio II Italica s'avançait jusqu’au Danube.

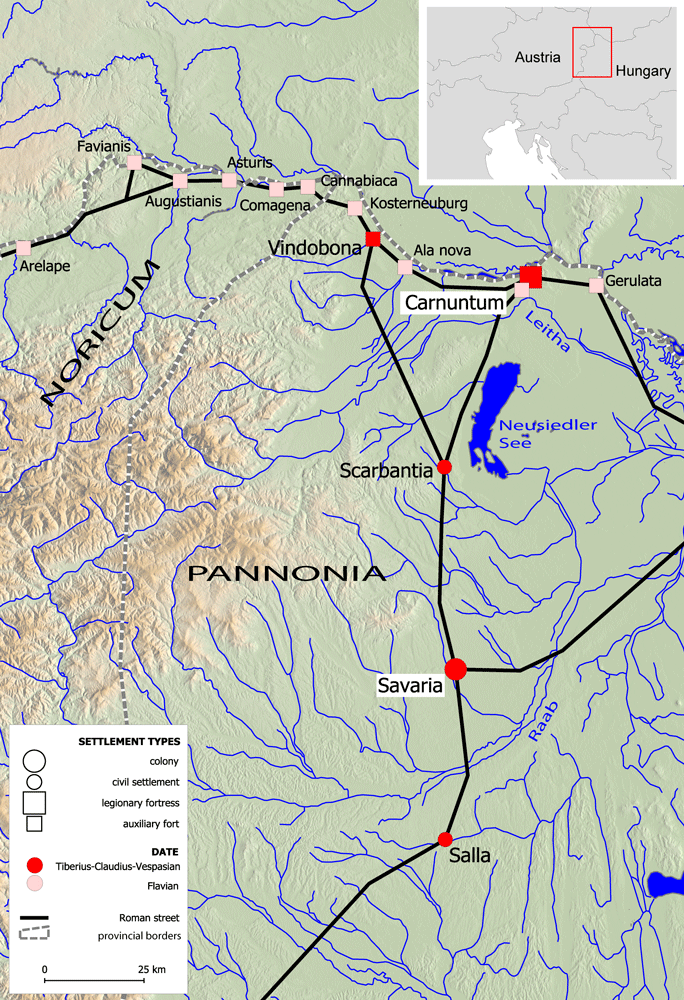
Les grandes voies de communications dans le nord-ouest de la Pannonie.

Vraisemblablement, la légion ne demeura que quelque temps à Ločica puisque dès 174/175, elle était de retour avec l’Ala Antoniniana dans son camp originel, à Albing, en Norique. Elle y était alors sous le commandement du legatus leg II Italicae et alae Antoninianae Quintus Herennius Silvius Maximus. Marc Aurèle mourut le 17 mars 180 et son successeur, Commode (r. 180-192) négocia avec les Marcomans et les Quades un traité qui, en leur laissant le contrôle des territoires au nord du Danube, en faisait avec les Narisques et les Cotines, une "chaîne" de "clients" chargés d'assurer une première ligne de protection de la frontière danubienne. La situation militaire se détendant, la légion put retourner en Norique et s’y consacrer à d’importants travaux de construction.

### Deuxième année des quatre empereurs
En 193, quatre empereurs se succédèrent sur le trône. À la mort de Commode, Pertinax fut élu par le Sénat de Rome le 1er janvier. Assassiné en avril par les prétoriens, il fut remplacé par Didius Julianus, rejeté par la foule, le Sénat et les forces armées de province qui proclamèrent empereurs Septime Sévère en Pannonie, Pescennius Niger en Syrie, et Clodius Albinus en Bretagne. La Legio II Italica prit le parti de Septime Sévère et participa avec la Legio II Pia Fidelis à sa marche sur Rome. Elle en fut récompensée par le cognomen de fidelis (fidèle). Pour éviter le sort de son prédécesseur, Septime Sévère licencia la garde prétorienne, toujours prête à se révolter, et se constitua une nouvelle garde dans laquelle furent recrutés des éléments de la Legio II Italica. Un peu plus tard, Septime Sévère utilisa la légion avec succès dans sa guerre contre les Parthes. Un détachement l’accompagna également en 208-211 dans sa dernière campagne contre les Calédoniens dans le nord de la province de Bretagne, campagne pendant laquelle il mourut.

### Au cours duIIIesiècle

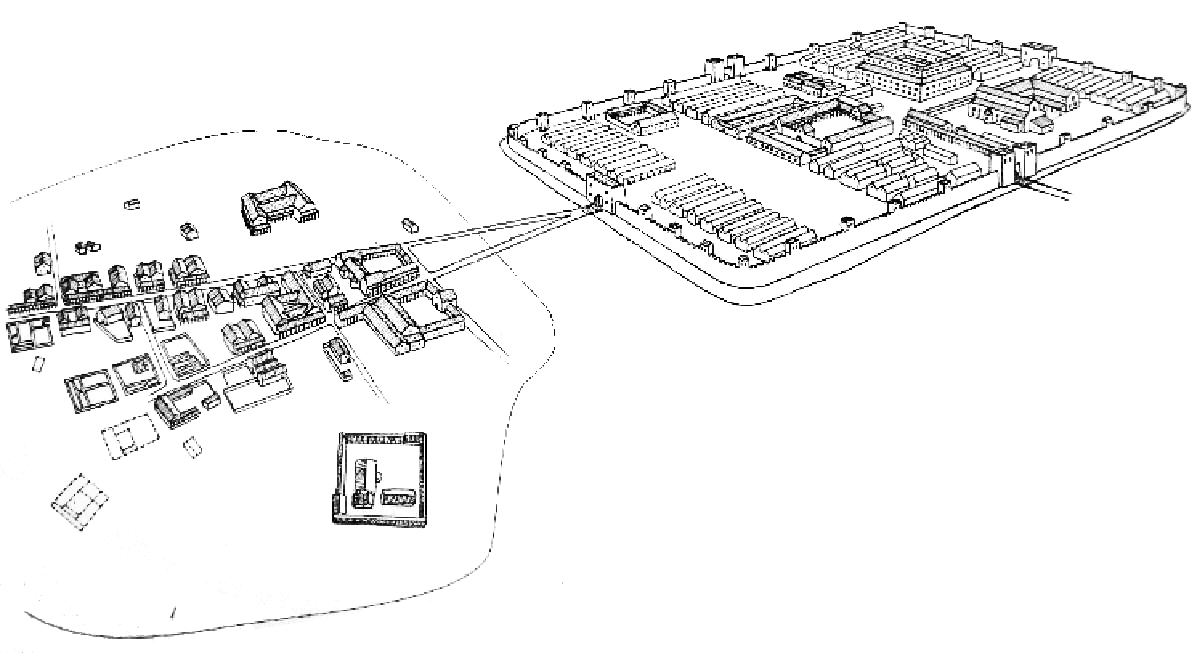
Reconstitution du camp de Lauriacum et du village civil avoisinant.

Au plus tard en 205, la légion déménagea au camp de Lauriacum (Enns en Haute-Autriche). Elle avait pour commandant le gouverneur de la province qui résidait à Ovilavis (Wels en Haute-Autriche) où un petit détachement était également stationné . En 213, à la suite de la guerre contre les Alamans, à laquelle vraisemblablement elle participa avec succès, la légion fut honorée en ajoutant pour la première fois à sa titulature le nom de la famille (gens) de l’empereur : Antoniniana . Sous Sévère Alexandre (r. 222-235) , celui-ci fut remplacé par celui de Severiana. Entre 213 et 234, la légion dut se défendre contre les Juthunges qui attaquèrent et ravagèrent tant le camp militaire que la ville de Lauriacum à de nombreuses reprises. Un de ses légats, Marcus Munatius Sulla Cerialis, dut se signaler pendant la guerre contre les Quades, car il fut nommé consul éponyme en 215.

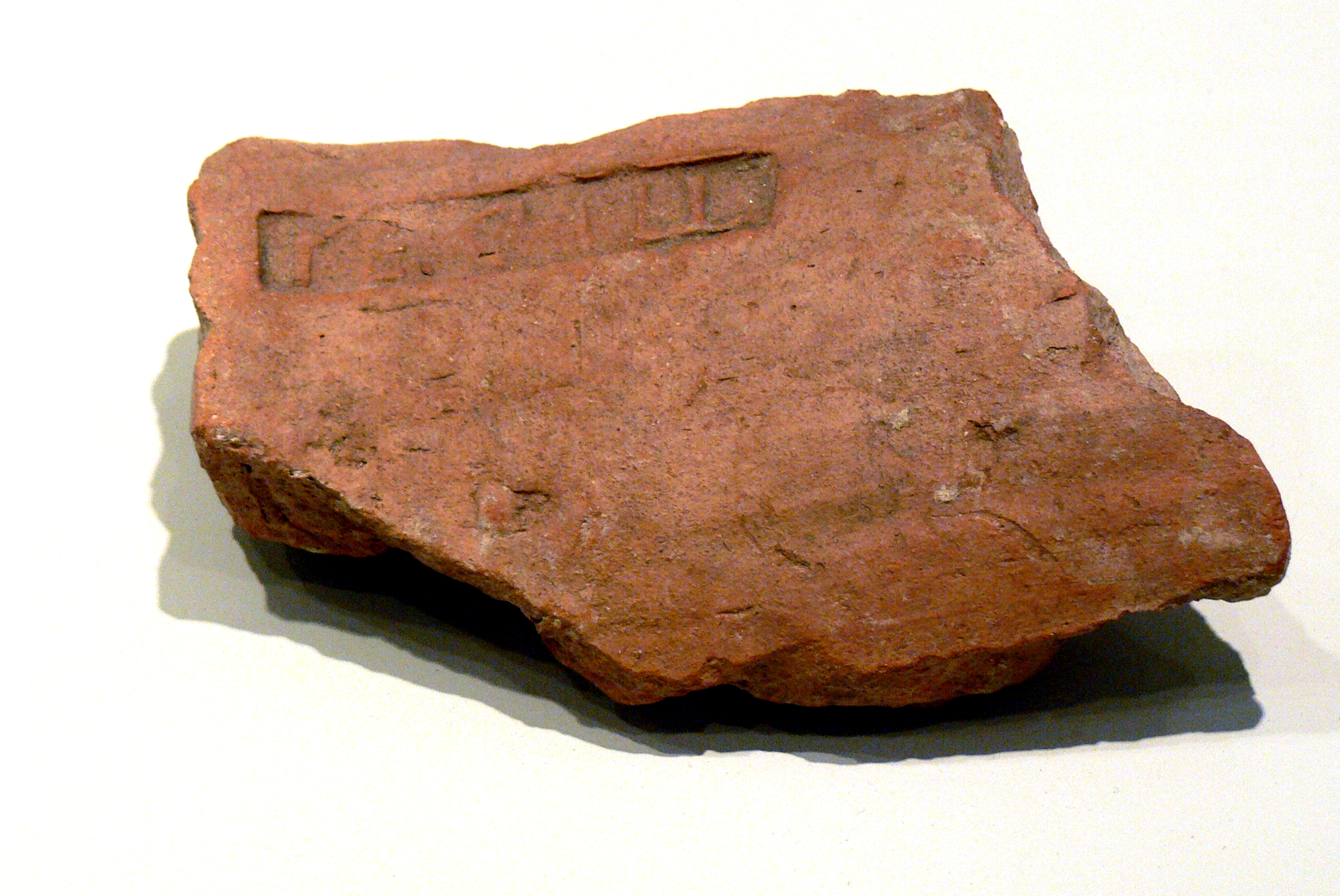
Brique provenant de l’excavation d’un demeure romaine à Enns, portant l’estampille de la Legio II Italica.

On n’a que peu d’informations sur les autres activités de la légion au cours du IIIe siècle. Partie intégrante de l’armée du Danube, la légion fut profondément impliquée dans les complots qui firent et défirent les empereurs militaires de l’époque. Au cours de cette période troublée, elle hérita du surnom Gordiana, ce qui laisse croire qu’au moins un de ses détachements s’illustra pendant la guerre de Gordien III contre les Sassanides (242-244). Certains de ses légionnaires furent également envoyés combattre en Afrique du Nord près de Sitifis (aujourd’hui Sétif en Algérie), car deux tombes ont été retrouvées près de cette ville . La Legio II Italica prit aussi part aux guerres daciques de l’empereur Maximien le Thrace (r. 238-244) avec la Legio II Adiutrix comme en témoignent les inscriptions funéraires de deux de ses soldats tués ou portés disparus dans cette campagne. Dans la deuxième moitié du IIIe siècle, elle participa vraisemblablement à la campagne contre les Goths sur le cours du Danube inférieur. Il serait logique de croire qu’elle les aurait poursuivis jusqu’en Thrace, car de nouvelles recrues de cette province se joignirent à la légion.
Le futur empereur Valérien qui, sous Trébonien Galle, assurait le commandement des légions du Rhin et du Haut Danube, envoya un détachement de la Legio II Italica en Afrique afin d’aider à la reconstitution de la Legio III Augusta dissoute par Gordien III. Lorsque Valérien fut fait prisonnier par le Perse Sapor Ier, son fils Gallien dut compter sur la fidélité de l’armée du Danube pour faire face à de nombreuses tentatives d’usurpation dont celle de Postume,, ce qui lui valut d’obtenir sept fois le titre de Pia Fidelis. 

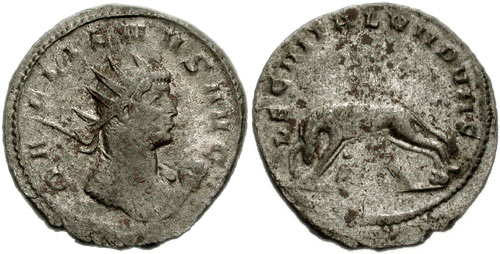
Antoninin de Gallien portant au verso la mention LEG II ITAL VII P VII F, entourant la louve romaine, emblème de la légion.

Gallien ayant réformé l’armée en profondeur, séparant d’une part radicalement le cursus des carrières civile et militaire, et plaçant d’autre part sa cavalerie sous un commandement unique pour pouvoir intervenir rapidement partout à travers l’empire , un détachement de la Legio II Italica fut incorporé dans cette force mobile précurseur du comitatus en Haute Italie. 
En 272, l’armée fut à nouveau mise en marche par Aurélien pour réprimer la rébellion de la reine de Palmyre, Zénobie, qui avec son fils, Vabalath, avait fait sécession et dont le royaume commençait à s’étendre sur une bonne partie des territoires romains d’Orient. Au moins un détachement de sa légion sœur de Rhétie prit part à cette expédition durant laquelle se déroula la bataille d’Emèse :
«… l’armée palmyrienne, forte de 70 000 hommes, se rassembla dans les alentours d’Emèse. Contre elle, se dressait [Aurélien] et sa cavalerie dalmate, de même que les légions de Mésie, de Pannonie, […] ainsi que celles de Norique, de Rhétie, aussi bien que des Celtes… (Zozime, 1. 52-53)."
En 282, elle appuya, de nouveau avec la Legio III Italica, l’élévation du préfet de la garde, Carus, contre Probus et l’acclama comme empereur.

### Au cours duIVesiècle
Avec la création d’une armée de campagne (comitatus) intégrant les vétérans et les meilleurs légionnaires, les armées des frontières (limitanei) perdirent de leur importance et virent leurs effectifs passablement réduits. C’est ainsi que la légion basée à Lauriacum perdit plusieurs de ses détachements qui formèrent des cohortes (Secundani Italiciani) de l’armée mobile du comte d’Afrique (comes Africae)  sous le commandement du Maitre de l’infanterie ( Magister Peditum Praesentalis) . La légion ne représentait plus au IVe siècle qu’une fraction de ce qu’elle avait été au siècle précédent. Certaines unités se joignirent à d’autres cohortes pour former la garde personnelle (singulares) du gouverneur à Lauriacum et Ovilava. Transformés en limitanei, ses légionnaires se virent confier  la surveillance du limes danubien entre les rivières Aenus (Inn) et Anisus (Enns), alors que la protection du Norique supérieur devenait la responsabilité de la nouvelle Legio I Noricorum. Sous Dioclétien, le Norique fut divisé en Norique ripense (le long du Danube) et Norique méridional (la partie sud montagneuse); son gouvernement fut confié au gouverneur civil (pareses) ayant son siège à Ovilava (Wels).
L’empereur Dioclétien (r. 284-305) continua la réforme militaire commencée sous Gallien et répartit la légion entre plusieurs points d’appui et créa à Lauriacum une usine d’État pour la fabrication de boucliers (fabrica scutaria). 
Le 27 juin 310, le duc (dux) Aurelius Seneco remporta la victoire dans l’ouest de son territoire contre des pillards germains lors d’une bataille à laquelle participa la Legio II Italica. En 311, un détachement de la légion fut déplacé pour aller constituer la nouvelle garnison des fortifications de Divitia (Deutz sur la rive droite du Rhin, face à Cologne) et devint la Legio II (Italica) Divit(i)ensium. L’année suivante, cette nouvelle légion ainsi que sa légion mère se joignirent aux forces de Constantin Ier en lutte contre Maxence en Italie et aida celui-ci à remporter la victoire du Pont Milvius qui en fit le seul occupant du trône. Elle participa en 341 à l’entrée solennelle de l’empereur Constance II à Lauriacum qui y proclama un édit en faveur du préfet de sa garde, Catullinus. 
Sous le règne de Valentinien Ier (r. 364-375), la légion fut appelée encore une fois à participer sous la conduite du duc Ursicinius à d’importants travaux de construction le long de la frontière, par exemple en érigeant une tour de garde sur l’Ybbs (Basse Autriche). C’est aussi sous le règne de cet empereur qu’eurent lieu les dernières grandes rénovations (tour et porte magistrale) des fortifications de Lauriacum. D’autres travaux de construction furent également ordonnés par Gratien (r. 367-383) dont la présence dans les locaux de la légion à cette époque est attestée.

### Au cours duVesiècle
À la fin de la présence romaine sur le Haut Danube, les gardes-frontières (legiones ripenses) du Noricum ripense et de la Pannonie I étaient sous les ordres du Dux Pannoniae Primae et Norici ripensis, lequel avait son quartier général à Carnuntum. Selon la Notitia Dignitatum , cinq préfets assuraient le commandement des légions dans les deux provinces. Leurs soldats étaient appuyés dans leurs patrouilles quotidiennes par des liburnarii (infanterie de marine) venant des unités de la classis Histricae (flotte sur le Danube).
Toujours selon la Notitia Dignitatum, la légion était répartie entre trois campements, bien que son quartier général soit toujours demeuré à Lauriacum; un plus petit détachement était cantonné à Lentia (Linz, Autriche) et des unités de marine étaient stationnées à Ioviacum (probablement Schlögen).
On perd la trace de la légion  vers la fin du Ve siècle alors qu’il est question dans la Vie de saint Séverin de vigiles (sentinelles) et d’exploratores (guetteurs) de forteresses situées sur le Haut Danube par exemple à Lauriacum, Batavis (Passau en Bavière) et Favianis (Mautern en Basse Autriche), possiblement des vétérans de la légion ou de leurs descendants.

## Unités de la légion
Vers le milieu du IVe siècle, divers détachements étaient affectés à des tâches hors de la légion :
Stationnées en Secundarum Pannonie :
- Cuneus equitum Secundanorum Italicanorum (cavalerie) sous les ordres du dux provinciae Pannoniae secundae ripariensis et Saviae[36],

- Secundani Italiciani dans l’armée d’Afrique du nord sous les ordres du Comes Africae [29] et dans l’armée du magister peditum praesentalis [37],

- Auxiliares Lauriacenses et

- Lanciarii Lauriacences, toutes deux sous les ordres du Comes Illyrici[29].

Au début du Ve siècle les unités suivants de la Legio II Italica et leurs officiers étaient sous les ordres du Dux Pannoniae Primae et Norici Ripensis:
- Praefectus legionis secundae Italicae partis inferioris à Lentiae,

- Praefectus legionis secundae Italicae à Lauriacum,

- Praefectus legionis secundae Italicae militum liburnariorum à Ioviacum,

- Praefectus classis Lauriacensis à Lauriacum.

## Principales campagnes
- 171-174 : Participation aux guerres marcomanes de Marc Aurèle;

- 208-211 : Un détachement prend part à la campagne de Septime Sévère en Grande-Bretagne;

- 213 : Participation à la guerre de Caracalla contre les Alamans;

- 215 : Campagne contre les Quades;

- 234 : Combats défensifs contre les Juthunges;

- 238-244 : Participation aux guerres daciques de Maximien le Thrace; un détachement se rend jusqu’au Danube inférieur combattre les Goths;

- 235-260 : Détachement dans la province d’Afrique pour aider à la mise sur pied par Gordien III d’une nouvelle Legio III Augusta;

- 260-268 : Campagne en Haute Italie contre les Juthunges;

- 270-275 : Participation à la suppression de la révolte de la reine Zénobie à Palmyre sous la conduite d’Aurélien;

- 282 : La légion appuie Carus dans la lutte pour le trône;

- 27 juin 310 : Résistance victorieuse contre les Marcomans près de Prutting/Rosenheim;

- 312 : Le détachement stationné à Divitia participe aux côtés de Constantin à la bataille du pont Milvius contre Maxence.